# Bernhard Michael von Grandauer

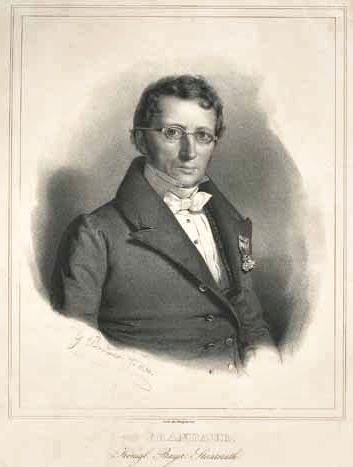
Bernhard Michael von Grandauer

Bernhard Michael Grandauer, ab 1829 Ritter von Grandauer, (* 18. Dezember 1776 in Würzburg; † 23. November 1838 in München) war ein bayerischer Jurist und Regierungsbeamter.

## Leben
Grandauer wurde als Sohn der bürgerlichen Eltern Lorenz Grandauer (1742–1793), Schirmmacher und seiner Ehefrau Maria geborene Hellmuth geboren. Er besuchte das Gymnasium sowie die Universität seiner Heimatstadt, als ein vom Würzburger Fürstbischof finanzierter, sogenannter Spitalstudent des Juliusspitals, und wurde zum Doctor iuris promoviert. Nebenbei betätigte er sich schriftstellerisch, arbeitete in der Oberdeutschen Literaturzeitung von Lorenz Hübner mit und verfasste diverse geschichtlich-politische Schriften.
Nach Einverleibung des Hochstifts Würzburg in das Kurfürstentum Kurpfalz-Bayern (1803) amtierte Grandauer als Landrichter in Homburg am Main. 1806 fiel das Gebiet an das Großherzogtum Würzburg und der Beamte wechselte in gleicher Stellung nach Marktheidenfeld, 1807 nach Karlstadt. In diesem Jahr heiratete er auch Magdalena Lommel (1783–1845), Tochter des Würzburger Hofkammerrates Georg Lommel (1748–1827).
Mit Übergang des Territoriums an das Königreich Bayern (1814) trat Grandauer in dessen Staatsdienst und lernte schließlich in Bad Brückenau König Ludwig I. kennen, der ihn sehr schätzte. Dieser berief ihn 1827 als Pädagogen nach München. Bald erhielt Bernhard Michael Grandauer dort das Amt eines königlichen Kabinettssekretärs und wurde Mitglied im Obersten Kirchen- und Schulrat des Königreichs, der unter Leitung Eduard von Schenks das ganze bayerische Bildungswesen reformieren sollte. In dieser Tätigkeit arbeitete er die neuen bayerischen Schul-Lehrpläne, sowie mehrere Landtagsabschiede und Gesetzestexte aus. Im Dezember 1831 avancierte Grandauer zum Wirklichen Staatsrat. Wegen seiner kirchenfreundlichen Haltung wurde er vom König geschätzt, von anderen politischen Kreisen jedoch stark bekämpft und als „ultramontan“ gebrandmarkt. Grandauer war ein besonderer Förderer der religiösen Orden und gilt als einer der einflussreichen Berater Ludwigs I. hinsichtlich seiner Politik der Klostergründungen. Daneben beschäftigte sich der Beamte mit Mathematik, Astronomie, Physik und Chemie. Der Nachruf in der Allgemeinen Zeitung München hebt hervor, dass Bernhard Michael von Grandauer ein „vielseitiges Wissen und eine umfassende Bildung“ besaß, sowie einen „festen, rechtlichen Charakter“, der ihn sein Amt stets über den politischen Parteiungen stehend habe ausüben lassen.
Die Neue Deutsche Biographie konstatierte 1964:
„(Grandauer) wußte, daß der Konservativismus allein niemals das beherrschende Staatsprinzip sein konnte; so forderte er, den Loyalismus durch einen Liberalismus ohne weltanschauliche Tendenz zu ergänzen. Er wollte also das gute Alte mit dem bewährten Neuen vereinen, das heißt konservativ-christliche Grundsätze durch liberale Methoden fortbilden.“
Mit seiner Gemahlin hatte Grandauer zwei Söhne und eine Tochter. Sohn Georg Grandaur (1811–1889) arbeitete als Historiker und Übersetzer, der jüngere Franz Grandauer (1822–1896) wirkte als Komponist und Regisseur am Münchner Hoftheater.
Johann Grandaur starb 1838 nach dreimonatigem Krankenlager, an einem chronischen Leberleiden im Alter von 61 Jahren in München.

## Grabstätte

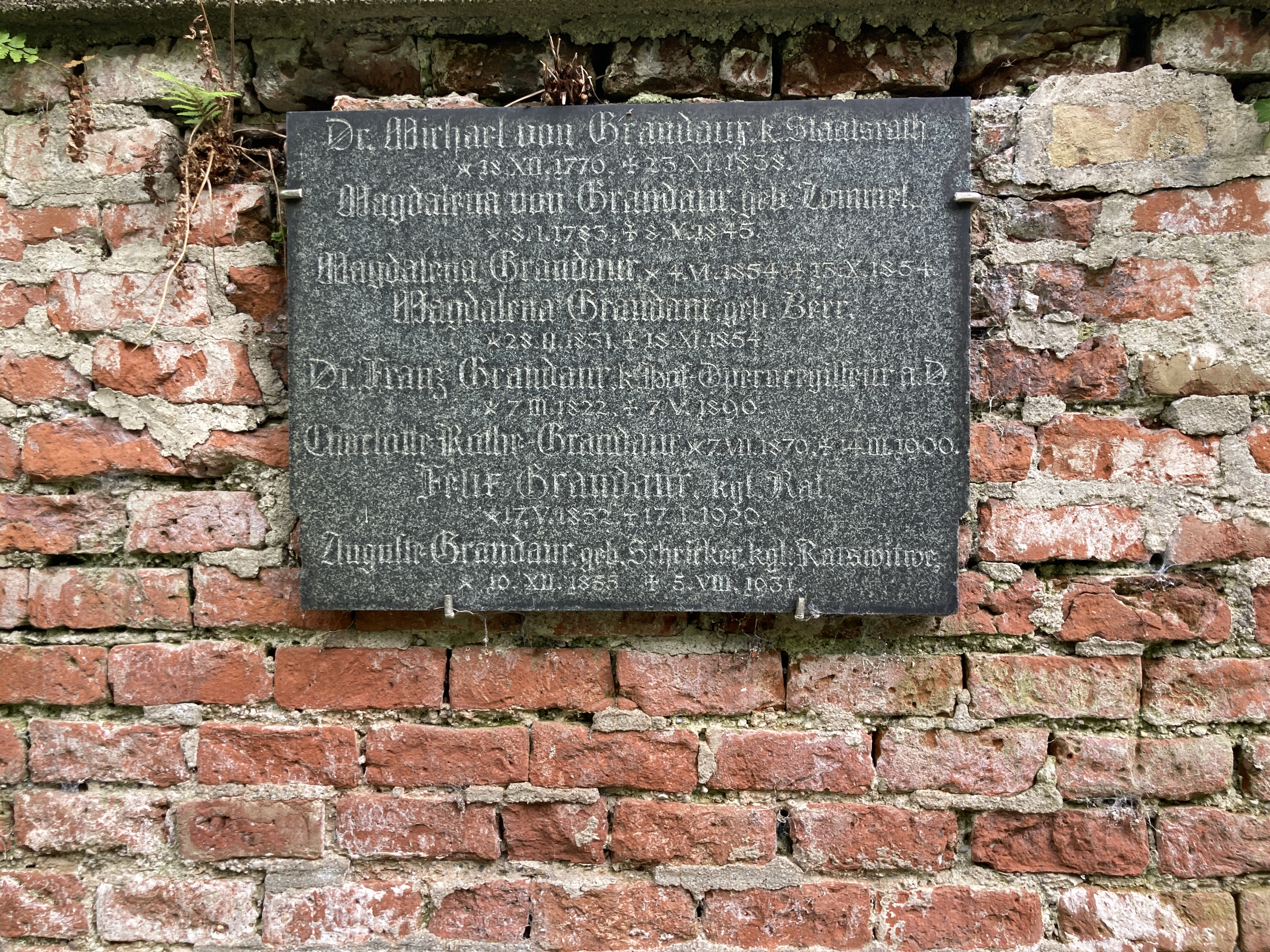
Grab von Johann Grandaur auf dem Alten Südlichen Friedhof in München

Die Grabstätte von Johann Grandaur befindet sich auf dem Alten Südlichen Friedhof in München (Alte Arkaden Platz 30 bei Gräberfeld 23) Standort. In dem Grab liegen auch die Ehefrau Magdalena Grandaur (* 8. Januar 1783; † 8. Oktober 1845) und einer seiner Söhne Franz Grandaur (* 7. März 1822 in Karlstadt; † 7. Mai 1896 in München).
Das ursprüngliche Grabdenkmal mit Christusfigur schuf der Bildhauer Joseph Otto Entres. Heute existiert von dem ehemaligen Arkadengrab nur noch eine Platte an der Friedhofsmauer.

## Namensgeber für Straße
Nach Johann Grandaur wurde 1947 in München im Stadtteil Industriebezirk (Stadtbezirk 13 - Allach-Untermenzing) die Grandauerstraße benannt. ⊙

## Auszeichnungen
1829 erhielt Bernhard Michael Grandauer das Ritterkreuz des Verdienstordens der Bayerischen Krone und wurde dadurch in den persönlichen Adelsstand eines „Ritter von“ erhoben. 1838 verlieh ihm der König das Komturkreuz des Ordens vom Heiligen Michael. Wegen der Ausarbeitung eines Zoll- und Handelsvertrages mit dem Königreich Württemberg zeichnete ihn dessen König 1829 mit dem Ritterkreuz des Ordens der Württembergischen Krone aus.